# Ammiraglio di Saint Bon (1901)
«Амміральйо ді Сан-Бон» (італ. Ammiraglio di Saint-Bon)) — броненосець-пре-дредноут Королівських ВМС Італії однойменного типу. 

## Історія створення
Броненосець «Амміральйо ді Сан-Бон» був закладений 28 липня 1894 року на Арсеналі Венеції. Спущений на воду 29 квітня 1897 року, вступив у стрій 24 травня 1901 року.
Свою назву отримав на честь італійського адмірала, політика та морського інженера Сімоне де Сан-Бона, який і розробив даний тип броненосців, але помер до завершення їх будівництва.

## Історія служби
«Амміральйо ді Сан-Бон» брав участь в італійсько-турецькій війні, під час якої діяв біля берегів Лівії.
Корабель планувалось виключити зі складу флоту в 1915 році. Але у зв'язку зі вступом Італії у Першу світову війну «Амміральйо ді Сан-Бон» та однотипний «Емануеле Філіберто» залишились у строю. Вони перебували у Венеції, де виконували роль плавучих батарей.
18 червня 1920 року «Амміральйо ді Сан-Бон» був виключений зі складу флоту і зданий на злам.